# الجزر الكاريبية الهولندية
الجزر الكاريبية الهولندية هي إحدى أجزاء جزر الأنتيل الهولندية السابقة إلى جنب أروبا وكوراساو وسينت مارتن.
تضم هذه الجزر بونير وسينت أوستاتيوس وسابا. لذلك تختصر الجزر تحت اسم BES وهي أوائل أسماء الجزر.